# Секст Афраније Бур
Секст Афраније Бур (1-62) је био префект Преторијанске гарде. Помогао је Нерону да се домогне римског престола.

## Биографија
Афранијев надимак "Бур" латинска је верзија грчког дијадоха Пира, епирског владара. Агрипина Млађа изабрала је Бура за префекта 51. године. Заједно са Буром, Агрипина је настојала да обезбеди престо свом сину Нерону након Клаудијеве смрти. Према неким античким историчарима, Бур и Агрипина сковали су заверу и отровали Клаудија печуркама. Нерон потом долази на власт уз одобрење војске, грађана и Сената. У првих осам година Неронове владавине, Бур и Неронов бивши учитељ Сенека одржавали су ефикасну државну управу и били су најближи цареви сарадници. Бур је прећутно прихватио Нероново убиство Агрипине. Убрзо је изгубио утицај кога је имао на Нерона. Умро је 62. године, према неким историчарима, од отрова. 